# Basistemon bogotensis
Basistemon bogotensis är en grobladsväxtart som beskrevs av Porphir Kiril Nicolai Stepanowitsch Turczaninow. Basistemon bogotensis ingår i släktet Basistemon och familjen grobladsväxter. Inga underarter finns listade i Catalogue of Life.